# Lost Horizons (álbum de Abney Park)
Lost Horizons es el octavo álbum de estudio de Abney Park, (subtitulado “The Continuing Adventures of Abney Park”). Es el primer álbum de temática Steampunk de la banda.

## Lista de canciones
| N.º | Título                                        | Duración |  |
| 1.  | «Airship Pirate»                              | 4:02     |  |
| 2.  | «The Emperor’s Wives»                         | 3:05     |  |
| 3.  | «Sleep Isabella»                              | 4:27     |  |
| 4.  | «She»                                         | 4:00     |  |
| 5.  | «The Secret Life of Dr Calgori»               | 4:54     |  |
| 6.  | «This Dark and Twisty Road»                   | 5:02     |  |
| 7.  | «Herr Drosselmeyer’s Doll»                    | 3:37     |  |
| 8.  | «Virus»                                       | 2:32     |  |
| 9.  | «I Am Stretched on Your Grave»                | 4:32     |  |
| 10. | «Post-Apocalypse Punk»                        | 2:05     |  |
| 11. | «The Ballad of Captain Robert» (pista oculta) | 5:10     |  |

## Datos adicionales
- Robert Brown, el líder de la banda, quiso rendir homenaje con el nombre y la carátula del álbum a la cubierta de la novela de 1933 Lost Horizon por James Hilton, incluso replicó los dobleces y rasguños de su propia copia.
- La canción Sleep Isabella aparece en la serie True Blood (temporada 5 episodio 4).[2]
- La canción She está basada en Kristina Erickson, la esposa de Robert, que también es la tecladista de la banda.
- La canción I Am Stretched on Your Grave es una de varias interpretaciones del poema anónimo irlandés del siglo XVII Táim sínte ar do thuama.